# Schöneberg, Bad Kreuznach
Schöneberg là một đô thị thuộc huyện Bad Kreuznach trong bang Rheinland-Pfalz, phía tây nước Đức. Đô thị Schöneberg, Bad Kreuznach có diện tích 7,13 km², dân số thời điểm ngày 31 tháng 12 năm 2006 là 646 người.